# Grand Prix Formule 1 van Monaco 1971
De Grand Prix Formule 1 van Monaco 1971 werd gehouden op 23 mei 1971 in Monaco.

## Uitslag
| Positie | Nr | Rijder               | Team                  | Ronden | Tijd/Opgave   | Startplaats | Punten |
| ------- | -- | -------------------- | --------------------- | ------ | ------------- | ----------- | ------ |
| 1       | 11 | Jackie Stewart       | Tyrrell-Ford          | 80     | 1:52:21.3     | 1           | 9      |
| 2       | 17 | Ronnie Peterson      | March-Ford            | 80     | 25.6          | 8           | 6      |
| 3       | 4  | Jacky Ickx           | Ferrari               | 80     | 53.3          | 2           | 4      |
| 4       | 9  | Denny Hulme          | McLaren-Ford          | 80     | + 1:06.7      | 6           | 3      |
| 5       | 1  | Emerson Fittipaldi   | Lotus-Ford            | 79     | + 1 Lap       | 17          | 2      |
| 6       | 24 | Rolf Stommelen       | Surtees-Ford          | 79     | + 1 Lap       | 16          | 1      |
| 7       | 22 | John Surtees         | Surtees-Ford          | 79     | + 1 Lap       | 10          |        |
| 8       | 27 | Henri Pescarolo      | March-Ford            | 77     | + 3 Laps      | 13          |        |
| 9       | 15 | Pedro Rodríguez      | British Racing Motors | 76     | + 4 Laps      | 5           |        |
| 10      | 8  | Tim Schenken         | Brabham-Ford          | 76     | + 4 Laps      | 18          |        |
| NF      | 14 | Jo Siffert           | British Racing Motors | 58     | Oliepijp      | 3           |        |
| NF      | 21 | Jean-Pierre Beltoise | Matra                 | 47     | Differentieel | 7           |        |
| NF      | 20 | Chris Amon           | Matra                 | 45     | Differentieel | 4           |        |
| NF      | 5  | Clay Regazzoni       | Ferrari               | 24     | Ongeluk       | 11          |        |
| NF      | 10 | Peter Gethin         | McLaren-Ford          | 22     | Ongeluk       | 14          |        |
| NF      | 2  | Reine Wisell         | Lotus-Ford            | 21     | Wiellager     | 12          |        |
| NF      | 12 | François Cevert      | Tyrrell-Ford          | 5      | Ongeluk       | 15          |        |
| NF      | 7  | Graham Hill          | Brabham-Ford          | 1      | Ongeluk       | 9           |        |
| NQ      | 16 | Howden Ganley        | British Racing Motors |        |               |             |        |
| NQ      | 6  | Mario Andretti       | Ferrari               |        |               |             |        |
| NQ      | 18 | Alex Soler-Roig      | March-Ford            |        |               |             |        |
| NQ      | 28 | Skip Barber          | March-Ford            |        |               |             |        |

## Statistieken
| Pole-position | Jackie Stewart | Tyrrell-Ford | 1:23.2 |
| Snelste ronde | Jackie Stewart | Tyrrell-Ford | 1:22.2 |

## Noot
- Dit was het debuut van de Amerikaanse coureur Skip Barber.
- Dit was de 127ste Grand Prix-start voor Graham Hill, en daarmee vestigde hij een nieuw record als de meest ervaren coureur tot op dat moment. Hij verbrak het oude record van Jack Brabham (126), gevestigd tijdens de Grote Prijs van Mexico van 1970.
- Eerste podiumplaats voor Ronnie Peterson.
- Dit was de tweehonderdste officiële Formule 1-race die meetelde voor het wereldkampioenschap. In die tweehonderd races waren er een aantal records gevestigd.
  - Graham Hill was de meest ervaren coureur met 127 races onder zijn naam. Ook had hij een recordaantal van 36 podiumplaatsen.
  - Jim Clark had 33 pole positions, 28 snelste rondes, 1.943 rondes als raceleider, 25 Grand Prix-winsten en 8 Grand Slams.
  - Juan Manuel Fangio was nog steeds recordhouder met vijf wereldtitels en was 32 Grand Prix-weekenden leider van het kampioenschap geweest.
  - Stirling Moss had zes opeenvolgende pole positions.
  - Alberto Ascari had zeven opeenvolgende snelste rondes, negen opeenvolgende Grand Prix-winsten, negen opeenvolgende podiumplaatsen en was veertien opeenvolgende Grand Prix-weekenden de leider van het kampioenschap.
  - Britse coureurs hadden 184 races gereden, hadden 88 pole positions, 86 snelste rondes, leidden 6.165 rondes als raceleider, 202 podiumplaatsen, 87 Grand Prix-winsten, 12 Grand Slams en 7 wereldtitels.

1929 · 1930 · 1931 · 1932 · 1933 · 1934 · 1935 · 1936 · 1937 · 1948 · 1950 · 1955 · 1956 · 1957 · 1958 · 1959 · 1960 · 1961 · 1962 · 1963 · 1964 · 1965 · 1966 · 1967 · 1968 · 1969 · 1970 · 1971 · 1972 · 1973 · 1974 · 1975 · 1976 · 1977 · 1978 · 1979 · 1980 · 1981 · 1982 · 1983 · 1984 · 1985 · 1986 · 1987 · 1988 · 1989 · 1990 · 1991 · 1992 · 1993 · 1994 · 1995 · 1996 · 1997 · 1998 · 1999 · 2000 · 2001 · 2002 · 2003 · 2004 · 2005 · 2006 · 2007 · 2008 · 2009 · 2010 · 2011 · 2012 · 2013 · 2014 · 2015 · 2016 · 2017 · 2018 · 2019 · 2020 · 2021 · 2022 · 2023 · 2024 · 2025